# Palli nina
Palli nina är en udde på Dagö i västra Estland. Den ligger i Hiiu kommun och landskapet Hiiumaa (Dagö), 150 km väster om huvudstaden Tallinn. Den ligger på nordsidan av halvön Kõpu poolsaar som utgör Dagös västliga arm ut i Östersjön. Åt väster ligger udden Dagerort och åt öster bukten Luidja laht.
Palli nina ligger i en glesbefokad del av Dagö och vid byn Palli, 10 km sydväst om Hohenholm och 25 km sydväst om länshuvudorten Kärrdal.